# Centrale idroelettrica Guida
La centrale idroelettrica Guida fu una centrale idroelettrica nata nel 1914 a Bivongi sullo Stilaro in Calabria per volere della società Avvenire Società Idroelettrica di Bivongi, costituita dai cittadini del piccolo centro. Fu la prima centrale idroelettrica del Sud Italia e forniva energia, all'inizio al solo comune di Bivongi, poi a Stilo e Pazzano. Rimase in attività fino al 1953.

## Descrizione

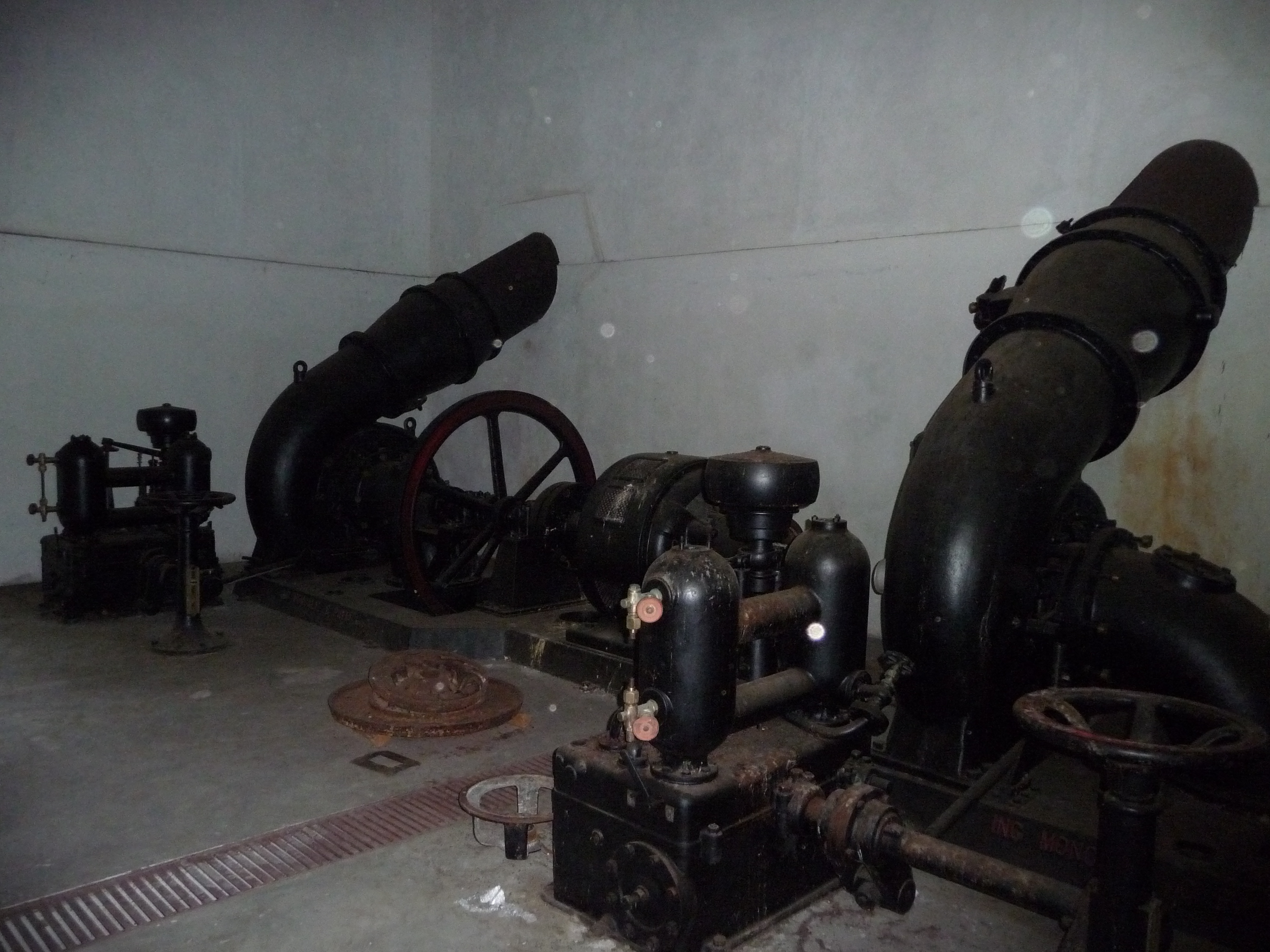
Macchinari nella Centrale Idroelettica Guida

Centrale idroelettrica nel passato

L'impianto si trova sulla sponda sinistra dello Stilaro. L'edificio misura 11,5 per 6,5 m.
Ospitava due turbine Francis della società "Ing. Moncalvi & C” di Pavia che sfruttavano un salto di soli 22,5 m con una portata di concessione di 0,35 m³/s, derivata con uno sbarramento sul fiume Stilaro e convogliata alla centrale attraverso un canale una volta a cielo aperto, poi in galleria quindi in condotta, per una potenza di circa 80 kW.
Erano in funzione anche due alternatori da 90 kW della Ercole Marelli da circa 600 giri/min.
L'acqua veniva presa da un'ansa del fiume Stilaro e portata attraverso un canale lungo 150 m sulla sponda destra della fiumara. Sul tratto finale fu edificato un ponte alto 8 metri e lungo 20 metri, dopo una decina di metri si immetteva in una galleria lunga 25 metri, larga 100 cm e alta massimo 140 cm ed infine due condotte forzate lunghe 28 metri portavano l'acqua alla centrale.

## Oggi
Oggi, Guida insieme alla centrale Marmarico fa parte di uno dei tanti luoghi da visitare della Vallata dello Stilaro concernente l'archeologia industriale calabrese. Il 15 marzo 2014 viene inaugurato l'edificio ristrutturato come Museo dell'energia idraulica.

### Fatti recenti
Nell'operazione Naos del 13 febbraio 2008 si viene a conoscenza che la cosca dei Morabito-Bruzzaniti-Palamara puntava all'appalto per l'ammodernamento delle centrali idroelettriche di Bivongi.
Appalti e droga, 50 in manette Arrestato ex assessore dell'Udeur.

## Bagni di Guida

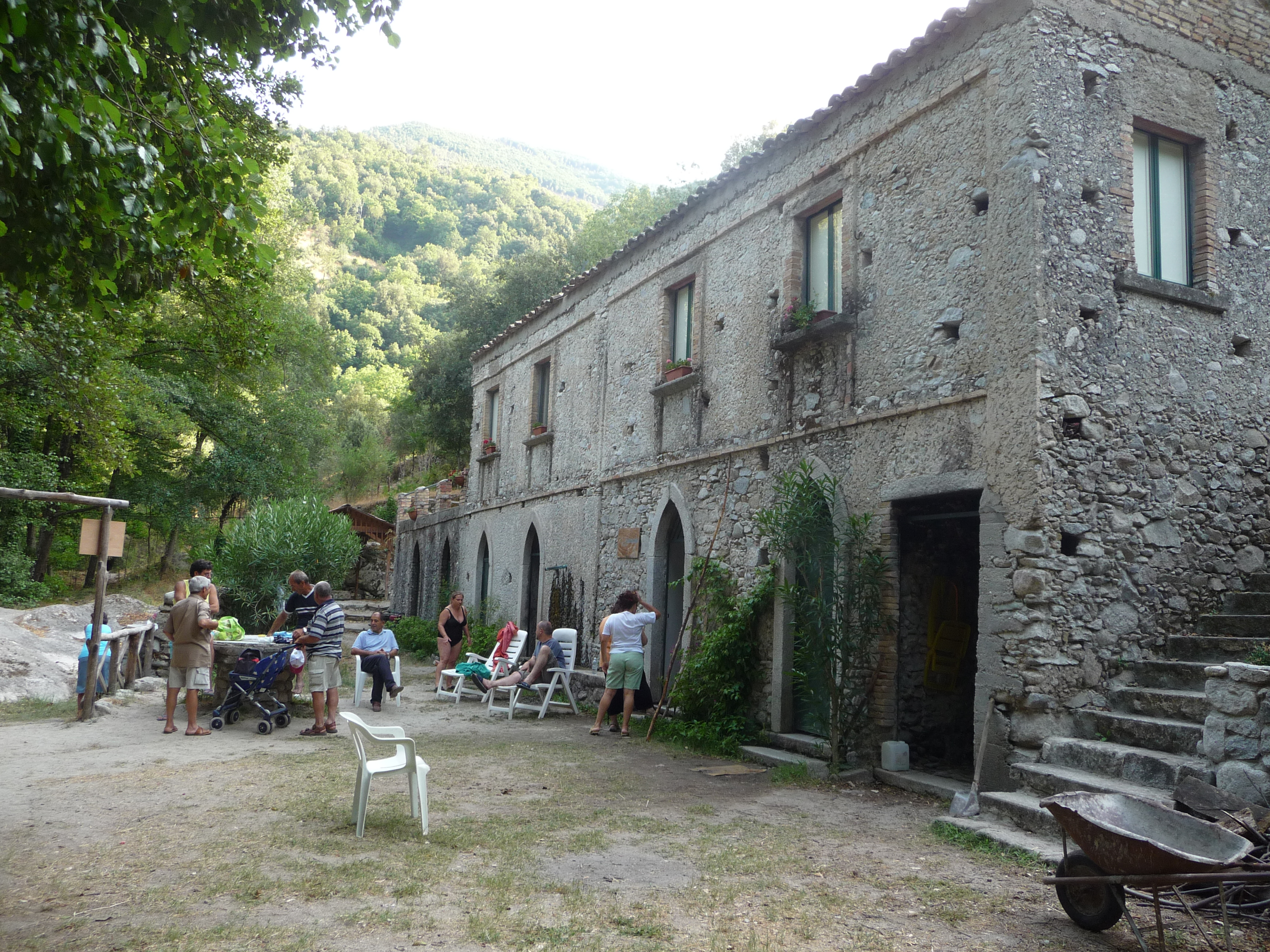
Bagni di Guida (2008)

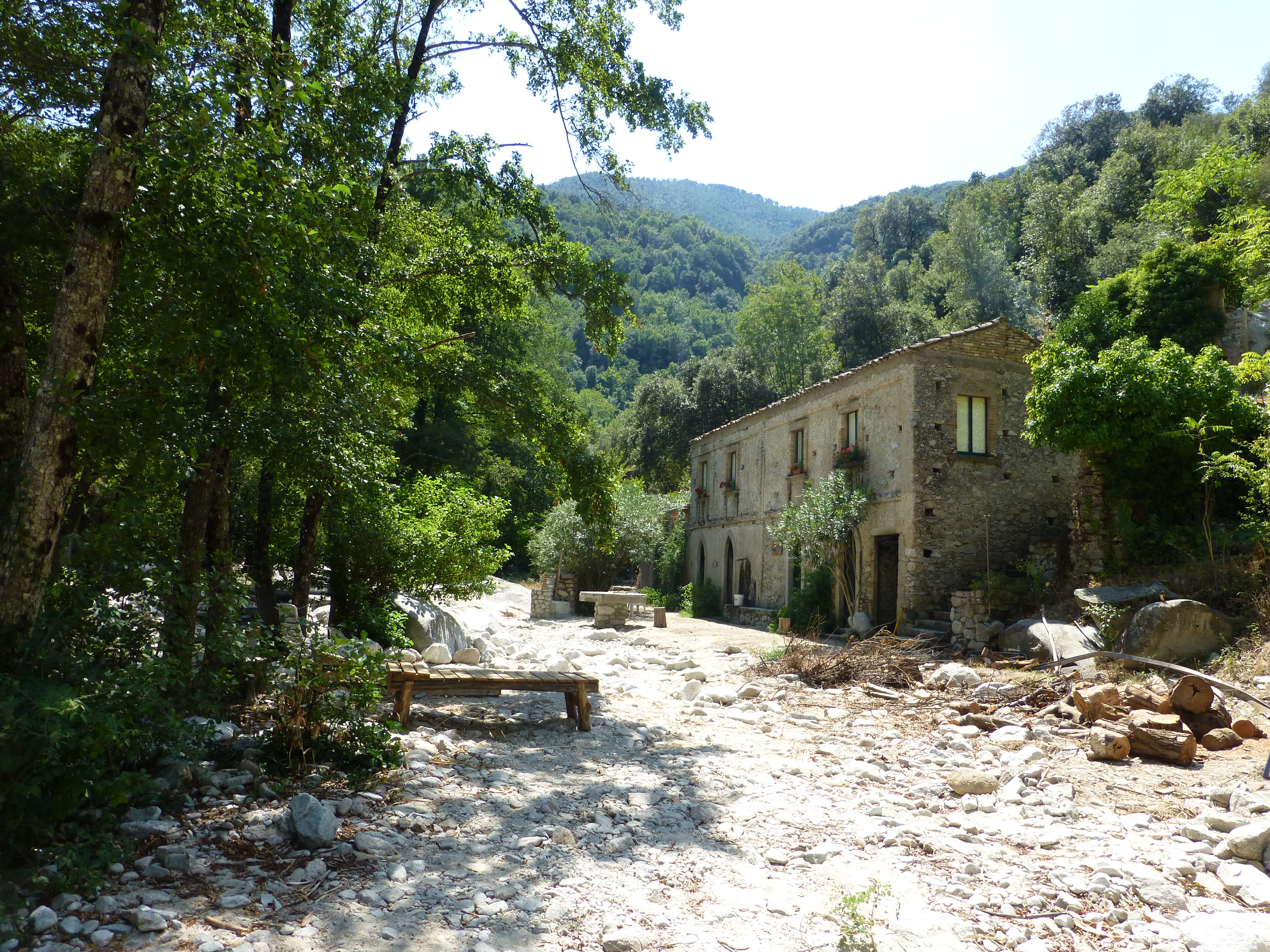
Bagni di Guida Bivongi (2012)

I Bagni di Guida sono un antico centro termale nei pressi dello Stilaro.
Le sue acque venivano chiamate Acque Sante per le loro virtù terapeutiche-medicamentose.
Conosciute fin dall'epoca romana e poi bizantina.
Il centro moderno nacque intorno al 1850.
All'inizio del '900 venne affiancato da un albergo ora in restauro.
Il centro termale rimase attivo fino al 1950.

## Galleria d'immagini

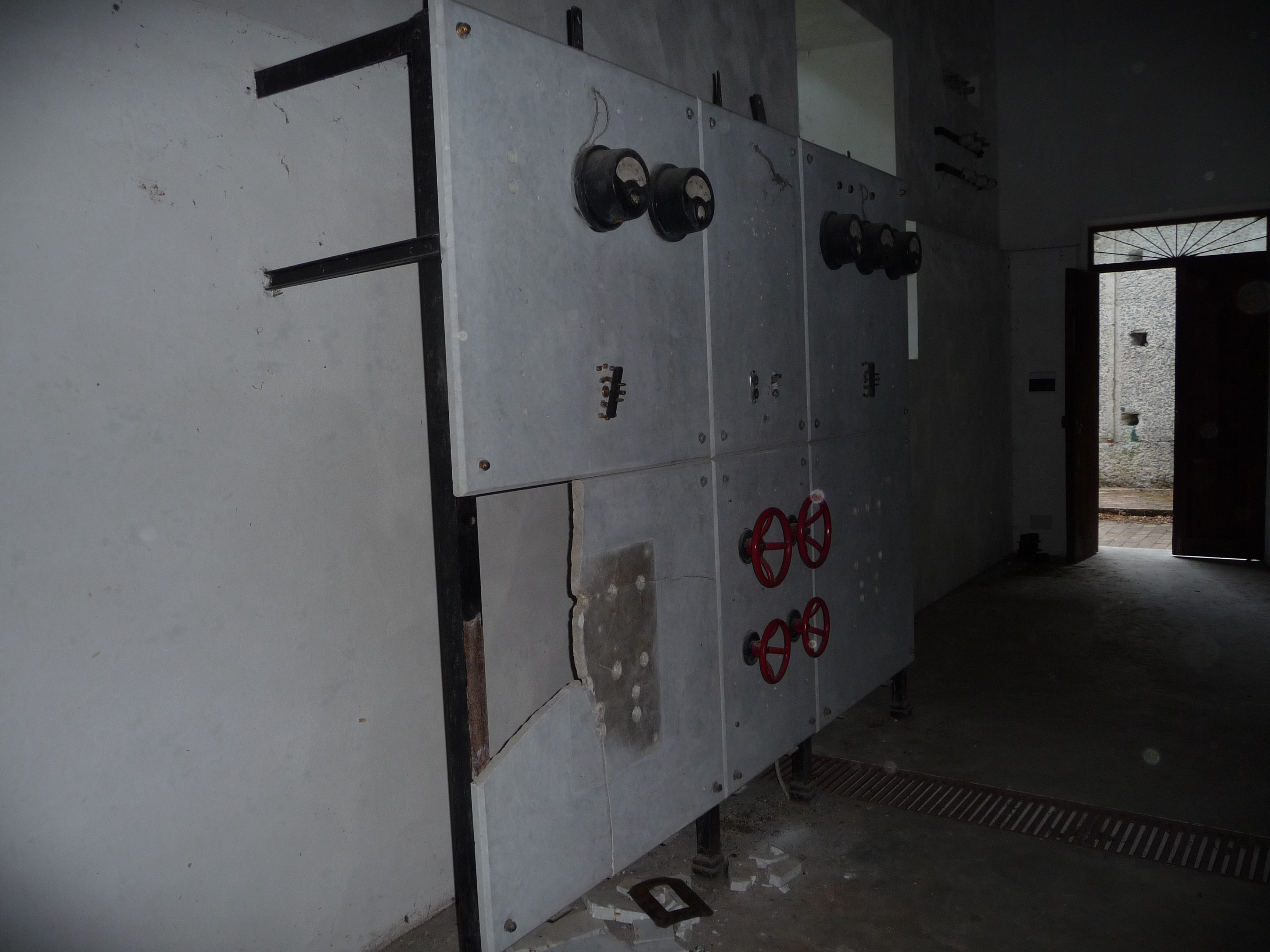
Pannello di controllo della Centrale Idroelettrica
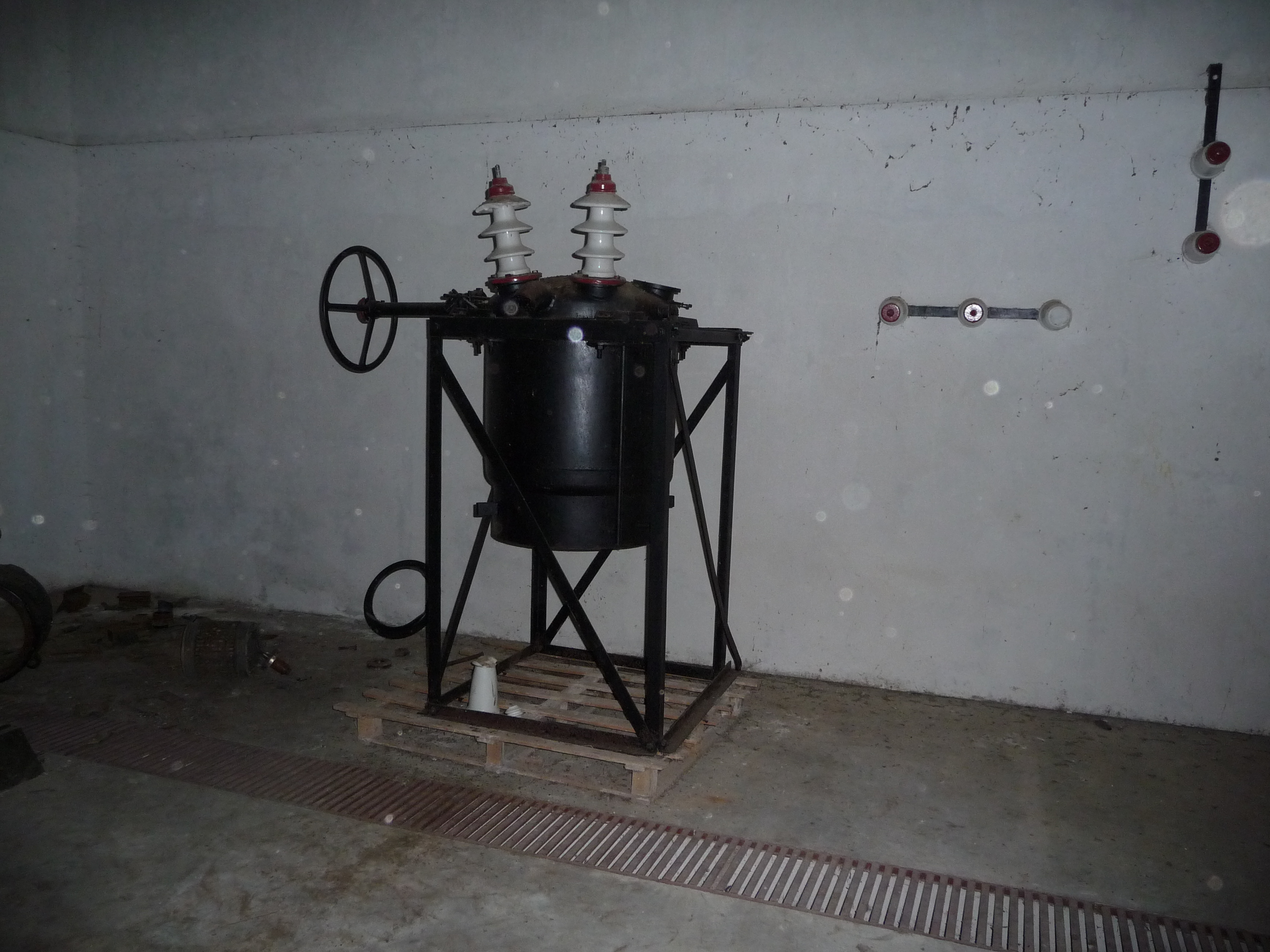
Macchinario di Guida
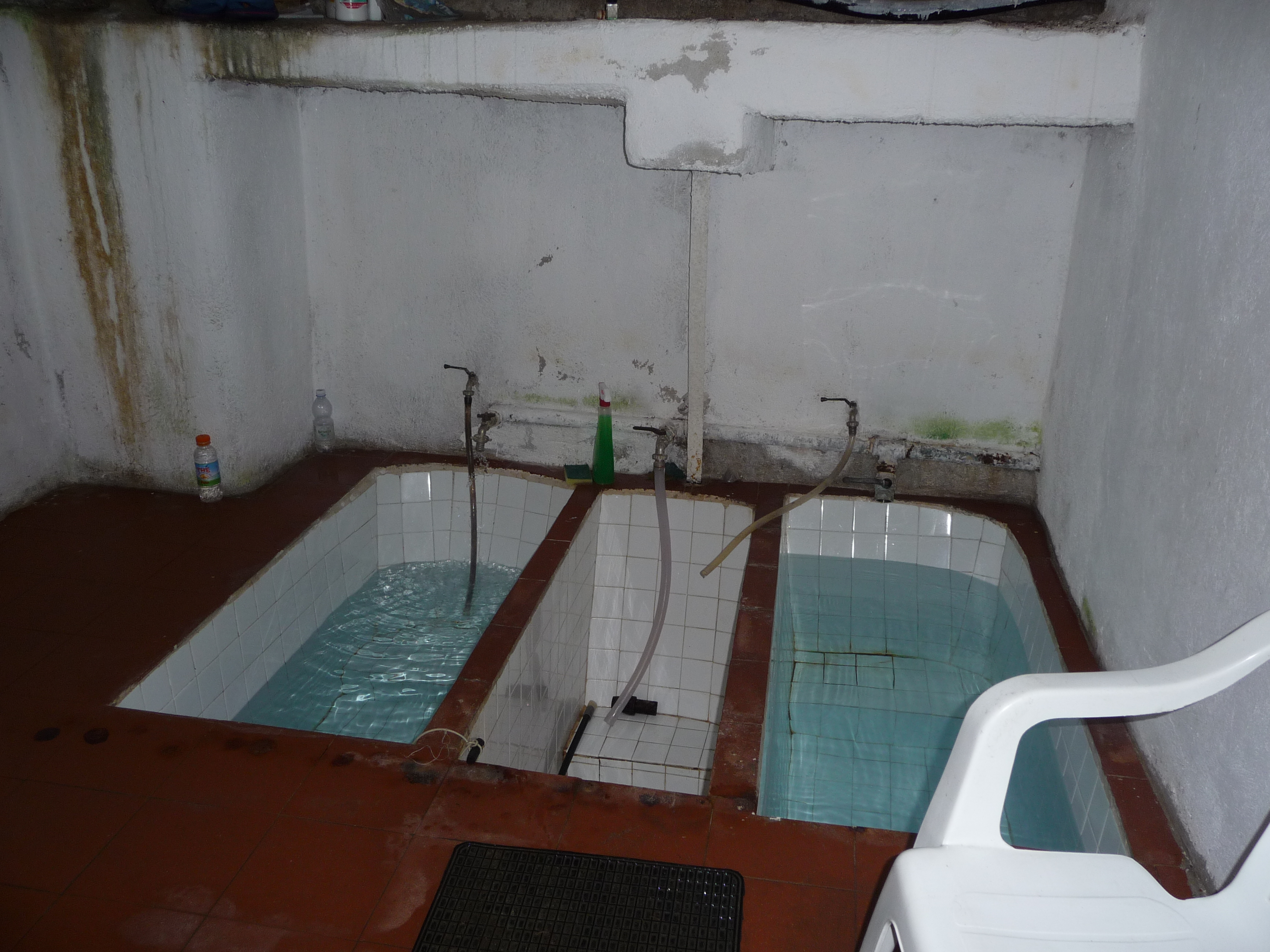
Vasche dei bagni di Guida
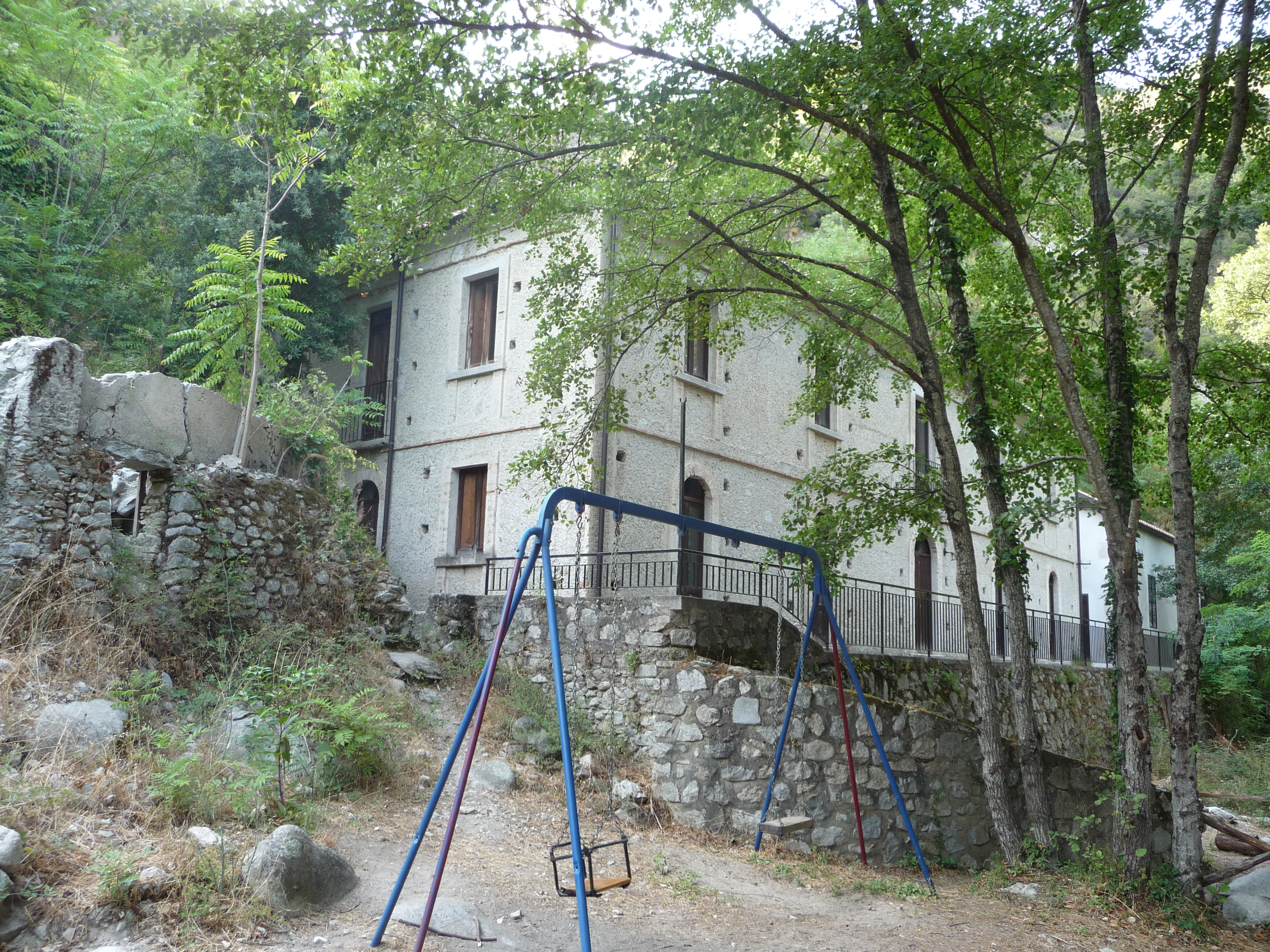
Ex albergo Acque sante (2008)